# Ясній Петро Володимирович
Петро́ Володи́мирович Ясні́й (12 серпня 1952, с. Кутище, Україна — 13 листопада 2021, м. Тернопіль, Україна) — український науковець у галузі механіки деформівного твердого тіла, механіки руйнування, доктор технічних наук, професор (1996), заслужений діяч науки і техніки України, ректор Тернопільського національного технічного університету імені Івана Пулюя (2007—2021).

## Життєпис

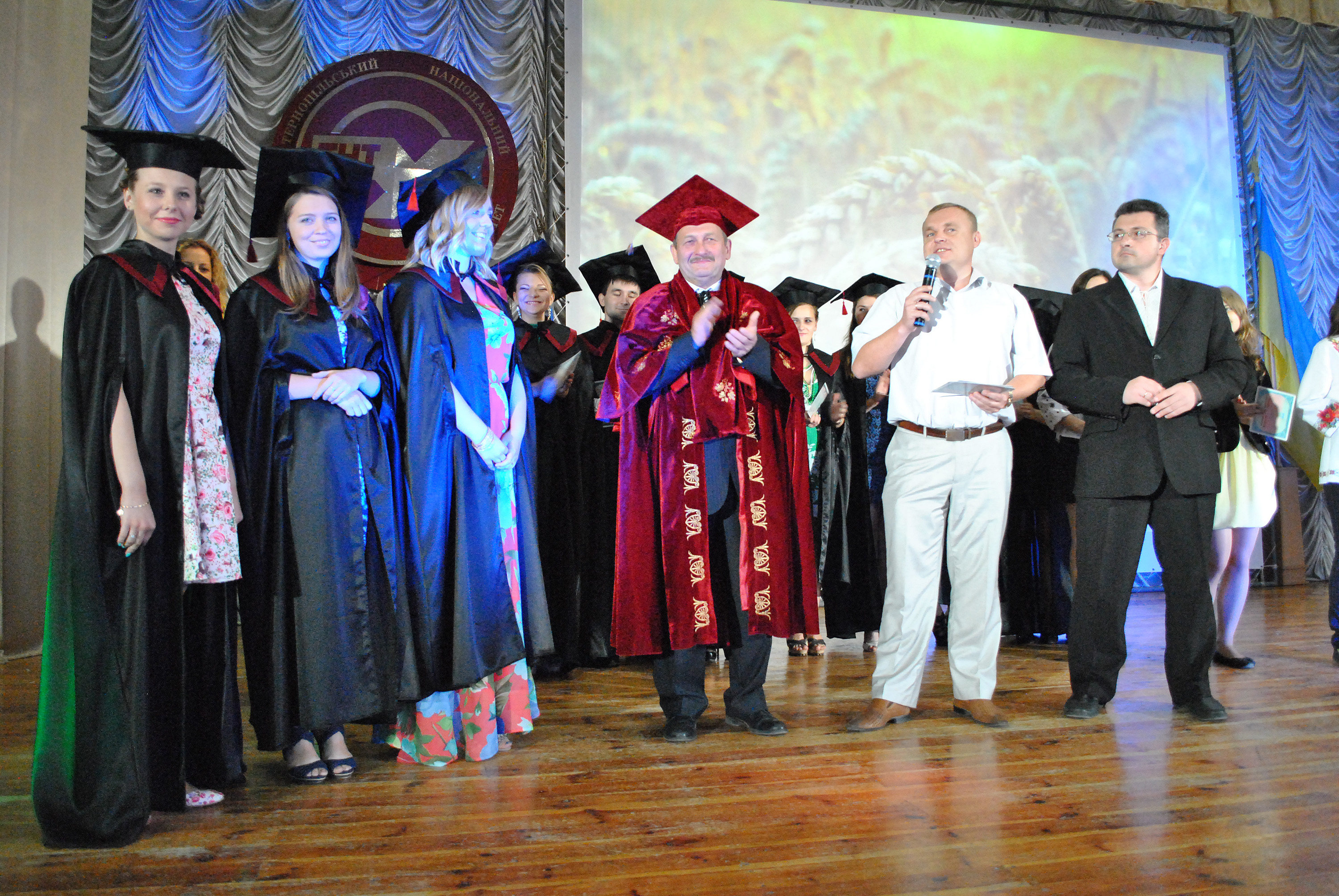
Вручення дипломів випускникам 2014 року

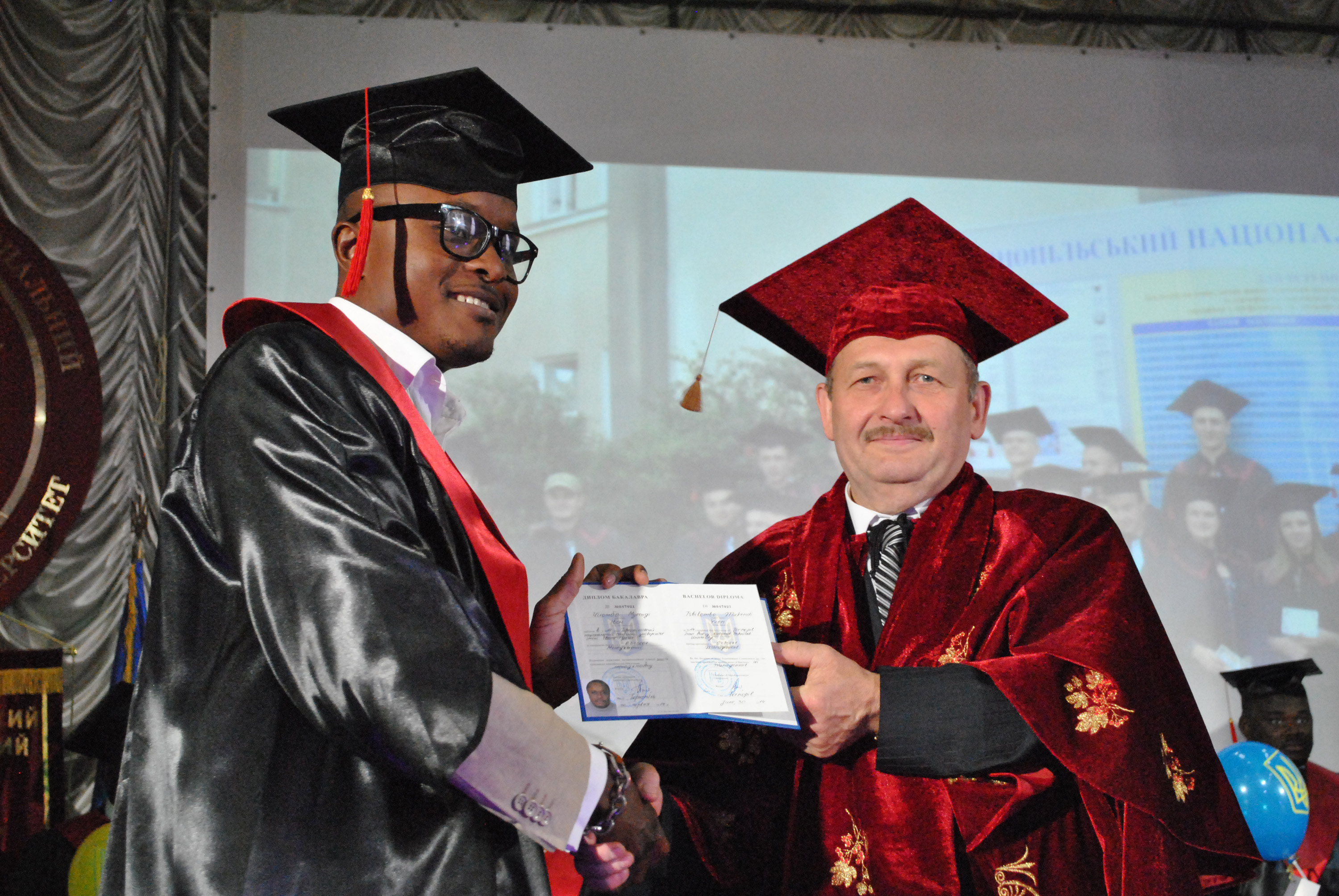
Вручення дипломів випускникам 2014 року

Петро Ясній народився 12 серпня 1952 року у селі Кутищі, нині Підкамінської громади, Золочівського району Львівської области України.
Закінчив електромеханічний факультет Тернопільського філіалу Львівського політехнічного інституту (1973), аспірантуру Інститут проблем міцності Академії наук УРСР (1980). Працював інженер-технологом, старшим інженер-технологом Ужгородського машинобудівного заводу (1973—1974), молодшим та старшим науковим співробітником науково-дослідного сектору Тернопільського філіалу Львівського політехнічного інституту (1975—1977), молодшим та старшим науковим співробітником відділу втоми і термовтоми матеріалів Інституту проблем міцності Академії наук УРСР (1980—1992), від 1992 р. — до 2021 — у Тернопільському приладобудівному інституті, Тернопільському державному технічному університеті імені Івана Пулюя: завідувач кафедри матеріалознавства, проректор з наукової роботи, голова спеціалізованої вченої ради К 58.052.01 по захисту кандидатських дисертацій (від 1996) за спеціальностями 01.02.04 — Механіка деформівного твердого тіла та 01.05.02 — Математичне моделювання і обчислювальні методи.
Помер 13 листопада 2021 року. Перебував у важкому стані в одній з тернопільських лікарень. Там він лікувався від коронавірусу.

### Наукова діяльність
У 1980 р. на спеціалізованій раді Інституту проблем міцності АН УРСР захистив кандидатську дисертацію «Дослідження тріщиностійкості сталі 15Х2МФА при циклічному навантаженні» за спеціальністю 01.02.04 «Механіка деформівного твердого тіла». Науковий керівник — академік НАН України Трощенко Валерій Трохимович.
У 1990 р. на спеціалізованій раді Інституту проблем міцності АН УРСР захистив докторську дисертацію «Тріщиностійкість попередньо пластично деформованих матеріалів» за спеціальністю 01.02.04 «Механіка деформівного твердого тіла».
У 2005 р. в м. Болоньї (Італія) від імені ТНТУ підписав хартію університетів — Magna Charta Universitetum.
Член спеціалізованої вченої ради Д 58.052.02 Тернопільського національного технічного університету за спеціальністю 05.05.11. «Машини і засоби механізації сільськогосподарського виробництва».
Заступник головного редактора журналу «Вісник Тернопільського національного технічного університету» (від 1996) та головний редактор (від 2007) наукового журналу «Вісник Тернопільського національного технічного університету», член редколегій ряду наукових журналів НАН України, зокрема: «Фізико-хімічна механіка матеріалів», «Математичні методи та фізико-механічні поля», «Надійність та довговічність машин та споруд», а також міжнародних журналів «The Open Mechanical Engineering Journal» та «Acta Mechanica et Automatica» (Білостоцька Політехніка, Польща).
Член редакційної колегії 3-томного енциклопедичного видання «Тернопільщина. Історія міст і сіл».

### Родина
Син, Володимир Ясній — доктор технічних наук, доктор філософії (2014), доцент, завідувач катедри будівельної механіки Тернопільського національного технічного університету імені Івана Пулюя. Закінчив Тернопільську спеціалізовану школу № 3, Тернопільський національний технічний університет імені Івана Пулюя (2011, магістр).

## Відзнаки
- Заслужений діяч науки і техніки України (20 січня 2006) — за вагомий особистий внесок у соціально-економічний та культурний розвиток Тернопільської області, значні здобутки у професійній діяльності, багаторічну сумлінну працю та з нагоди Дня Соборності України[6],
- Почесний громадянин міста Тернополя (12 серпня 2024, посмертно) — за вагомий особистий вклад у становлення української державності, вагомий внесок у громадське життя міста та заслуги перед містом[7],
- відзнака Тернопільської міської ради (2008),
- Державна премія України в галузі науки і техніки 2011 року (у складі колективу)[8]

## Наукові інтереси
Автор понад 220 наукових праць, у тому числі монографій та 12 патентів на винаходи.
Під керівництвом П. В. Яснія захищена докторська дисертація П. О. Марущак «Розробка методів оцінювання технічного стану та залишкової довговічності тривало експлуатованих роликів машин безперервного лиття заготовок» (2010) та ряд кандидатських дисертацій з механіки деформівного твердого тіла: Я. О. Ковальчук (1999), М. П. Галущак (1999), В. Б. Гуцайлюк (2001), В. С. Закалов (2001), Ю. І. Пиндус (2002), С. І. Федак (2003), В. Б. Гладьо (2003), П. О. Марущак (2005), І. Б. Окіпний (2008), І. В. Шульган (2009), Р. Т. Біщак (2010).
Основні наукові здобутки в галузі механіки руйнування. Напрям наукових досліджень — розробка методів прогнозування впливу історії навантажування на утримувальну здатність і довговічність конструкційних матеріалів. П. В. Яснієм запропоновано модель поширення тріщини при циклічному навантажуванні, яка дозволяє прогнозувати її стабільне і нестабільне поширення з урахуванням впливу історії навантажування. Пояснено природу істотнішого розкиду в'язкості руйнування окрихчених сталей корпусів атомних реакторів, порівняно з характеристиками міцності, отримуваними на суцільних зразках, і запропоновано методику прогнозування впливу історії навантажування на в'язкість руйнування конструкційних матеріалів.
Під керівництвом П. В. Яснія розроблено методики оцінки довговічності елементів конструкцій з урахуванням експлуатаційного спектру навантаження; розроблено модель росту втомної тріщини після одноразового та багаторазового перевантажування, яка ґрунтується на концепції пластичних зон, визначення мінімальної швидкості росту тріщини, залишкових (стискувальних) і ефективних напружень спереду вістря тріщини і модифікованому рівнянні Уокера. На цій основі запропоновано методики прогнозування швидкості РВТ у моделі крила транспортного літака після одноразового перевантажування і в умовах нерегулярного навантаження, які задовільно узгоджуються з експериментальними даними.
Керівник ряду міжнародних проектів. Зокрема — від Тернопільського національного технічного університету ім. Івана Пулюя був координатором міжнародного проекту «Створення мережі оцінки довговічності теплових електростанцій країн Центральної та Східної Європи», за участі 16 європейських країн з подовження ресурсу обладнання теплових електростанцій. Керівник проектів, які виконувалися спільно з науково-дослідними інститутами та університетами Словенії, Росії, республіки Білорусь, Республіки Польща з проблем оцінки довговічності важливих елементів металургійних конструкцій та зварних з'єднань.
П. В. Ясній — заступник голови Тернопільської обласної організації союзу науково-технічної інтелігенції (від 2002), член Ради Західного наукового центру НАН України і МОН України (від 2007), член Європейського товариства з цілісності конструкцій, Українського товариства з механіки руйнування.

## Вибрані праці
- Ясній П. В. Пластично деформовані матеріали: втома і тріщинотривкіст. — Львів : Світ, 1998. — 292 с. — ISBN 5-7773-0960-7.
- Ковальчук Я. О., Ясній П. В. Матеріали машино- і приладобудування. — Тернопіль : Астон, 2001. — 132 с. — ISBN 966-7995-00-3.
- Ясній П. В., Гладьо В. Б., Гуцайлюк В. Б. Вплив пружно-пластичного деформування на дислокаційну структуру сталі 15Х2МФА // Проблемы прочности. — 2003. — № 6. — С. 30-38.
- Механіка руйнування зварних конструкцій: Курс лекцій. Для студентів спеціальності 7.092301 усіх форм навчання/Укладач: Ясній П. В. -Тернопіль: ТДТУ, 2006. — 100 с. -Кафедра матеріалознавства [Архівовано 8 грудня 2012 у Wayback Machine.].
- Ясній П., Галущак М., Федак С. Критерії зрушення тріщини за комбінованого розтягу і динамічної повзучості сплаву АМг6 // Вісник Тернопільського державного технічного університету. — 2006. — № 2. — Том 14. — С. 5-11.
- Ясній П., Марущак П., Баран Д., Шишкін В. Деградація поверхні ролика МБЛЗ під час експлуатації // Вісник Тернопільського державного технічного університету. — 2006. — № 3. — Том 14. — С. 10-16.
- Ясній П., Пиндус Ю., Фостик . Вплив асиметрії циклу навантаження на характеристики циклічної тріщиностійкості алюмінієвого сплаву Д16Т // Вісник Тернопільського державного технічного університету. — 2007. — № 1. — Том 14. — С. 7-12.
- Ясній П., Гладьо В., Марущак П., Баран Д. Вплив температури на мікромеханізми статичного деформування та руйнування теплостійких сталей // Вісник Тернопільського державного технічного університету. — 2007.  № 3. — Том 14. — С. 7-16.
- Ясній П., Гладьо В., Марущак П. Стійкість теплостійких сталей до динамічного руйнування за наявності концентраторів напружень//Вісник Тернопільського державного технічного університету. — 2007. — № 4. — Том 14. — С. 7-12.
- Ясній П., Гладьо В., Марущак П., Баран Д. Вплив пластичного деформування на структурну деградацію теплостійких сталей // Машинознавство. — 2007. — № 4. — С. 7-13.
- Ясній П., Гладьо В., Шульган І. Моделювання статичної та динамічної повзучості сплаву АМг6 // Вісник Тернопільського державного технічного університету. — 2008. — № 2.  Том 14. — С. 7-12.
- Ясній П., Гладьо В., Федак С., Шульган І. Вплив коефіцієнта форми та густини включень на повзучість алюмінієвого сплаву // Машинознавство. — 2008. — № 11. — С. 13-19.
- [Архівовано 14 липня 2014 у Wayback Machine.] Ясній П., Окіпний І., Лазар В. Вплив параметрів навантажування на діаграми деформування сталі 15Х2МФА // Вісник ТДТУ. — 2009. — Том 14. — № 1. — С. 7-15. — (механіка та матеріалознавство).
- Ясній П., Пиндус Ю., Фостик В. Оцінка мінімальної швидкості росту втомної тріщни після комбінованих перевантажень розтягом-стиском в алюмінієвому сплаві Д16Т // Вісник ТДТУ. — 2009. — Том 14. — № 2. — С. 7-13. — (механіка та матеріалознавство). [Архівовано 14 липня 2014 у Wayback Machine.]
- Ясній П. В., Окіпний І. Б., Пиндус Ю. І. Оцінка крихкої міцності сталі корпусу атомного реактора після попереднього термомеханічного навантаження//Проблемы прочности. — 2010. — № 1. — С. 46-53.
- Ясній П., Гладьо В., Федак С., Шульган І. Моделювання розкриття тріщини за одновісного розтягу з урахуванням параметрів структурної неоднорідності//Вісник Тернопільського державного технічного університету. — 2010. — № 2. — Том 14. — С. 22-29.
- [Архівовано 14 липня 2014 у Wayback Machine.] Ясній П. Дослідження зародження та поширення коротких втомних тріщин в алюмінієвому сплаві 2024-Т3 методом вихрострумової дефектоскопії / Ясній П., Гуцайлюк В., Гладьо С. // Вісник ТДТУ. — 2010. — Том 15. — № 2. — С. 7-14. — (механіка та матеріалознавство).
- Ясній П. В., Марущак П. О., Нікіфоров Ю. М., Гладьо В., Ковалюк Б. Вплив лазерної ударно-хвильової обробки на ударну в'язкість теплотривких сталей // Фізико-хімічна механіка матеріалів. — 2010. — № 3. — С. 132-135.